# Gruppo di gauge
Un gruppo di gauge è un gruppo di simmetria di gauge  caratteristico delle teorie di gauge, da cui prende il nome. 
Si hanno attualmente:
- Gruppo U(1) per l'elettrodinamica quantistica (QED).
- Gruppo SU(2) x U(1) per la teoria elettrodebole
- Gruppo SU(3) per la cromodinamica quantistica (QCD).

Questi tre gruppi sono riuniti in un quadro generale definito Modello standard. Viene prefigurato un ipotetico gruppo SU (5) che dovrebbe riunire i precedenti in una teoria del tutto.
Nei gruppi di gauge sopra definiti S sta per Speciale e U sta per Unitario.
Le teorie di supersimmetria, di stringa e di superstringa danno origine ad altri gruppi.
La scelta di un gruppo compatto di simmetrie globali non agisce in alcun modo visibile sulle grandezze osservabili, che sono invarianti. Le simmetrie globali riguardano strutture matematiche non osservabili (i cosiddetti campi carichi).